# Brachyscleroma umbilici
Brachyscleroma umbilici är en stekelart som beskrevs av Chiu 1987. Brachyscleroma umbilici ingår i släktet Brachyscleroma och familjen brokparasitsteklar. Inga underarter finns listade.